# ФК Дедиње
ФК Дедиње је српски фудбалски клуб из Београда. Основан 2014. године. Тренутно се такмичи у Међуопштинској лиги "А". Боја клуба је пурпурна. Навијачи клуба се зову Милионери.

## Историја
Први фудбалски клуб Дедиње основан је 1937. године у Београду у близини стадиона ФК Црвена звезда. Такмичио се две године, по једном у четвртом и трећем разреду Београдског лоптачког друштва, оба пута је заузео друго место. Седиште клуба је било у Булевару Кнеза Арсена Карађорђевића бр. 4, данашњи Булевар Кнеза Александра Карађорђевића на Дедињу. Клуб је угашен 1939. године.
Садашњи клуб је основан 13. фебруара 2014. године. Исте године постаје члан Фудбалског савеза Београда и пријављује се за учешће у Међуопштинској лиги "Б", ранг из којег почињу сви новоосновани клубови. Сезону 2014/2015. завршавају на 7. месту. Следеће године такмичење завршавају на четвртој позицији где су у последњем колу у случају победе имали пролаз у бараж са другог места. На крају сезоне 2016/2017. остварују највећи успех клуба и такмичење завршавају на 3. месту.

## Стадион
Фудбалски клуб Дедиње не поседује сопствени стадион тако да своје домаће утакмице тренутно игра на стадиону ФК Бродарац на Старом сајмишту. Као домаћин, клуб је играо и на стадиону РФК Графичар на Сењаку.

## Милионери
Назив навијачке групе ФК Дедиње је Милионери. На првој званичној утакмици клуба на стадиону РФК Графичар било је око 300 гледалаца.  